# Initialwappen
Die Initialwappen oder Buchstabenwappen sind eine Besonderheit in der Heraldik. Hier werden Buchstaben des heimischen Alphabetes und Zahlen als gemeine Figuren verwendet. Gehäuft treten sie in spanischen und italienischen Wappen auf. Sie können alleine oder mit anderen heraldischen Elementen kombiniert werden. Bereits seit dem 15. Jahrhundert ist diese Wappenform bekannt. Ein oder mehrere Buchstaben und/oder Zahlen sind möglich. Zahlen im Wappen stellen oft das Gründungsjahr der Stadt – beziehungsweise des Ortes – dar. Die Verwendung des Anfangsbuchstaben des Gemeindenamens ist verbreitet. Aber auch die Initialen des Wappenträgers können im Wappen geführt werden.
Die Buchstabendevise ist die Abkürzung der Worte des Wappenspruches, der Devise. Diese werden zu den Prachtstücken gezählt, da sie sich außerhalb des eigentlichen Wappenschildes befinden. Am bekanntesten ist die Devise von Kaiser Friedrich III. (1440–1493) mit der Abkürzung „A.E.I.O.U.“.
Die Verwendung von Alpha und Omega aus dem griechischen Alphabet siehe Hauptartikel Alpha und Omega / Heraldik.

## Beispiele

Wappen von Andancette, Frankreich
Wappen von Andrychów, Polen
Wappen von Augustów, Polen
Wappen von Aurich, Deutschland
Wappen von Geiselbach in Unterfranken, Deutschland
Wappen des Kantons Appenzell Ausserrhoden, Schweiz
Wappen von Auzouville-sur-Ry, Frankreich
Wappen von Belfort, Frankreich
Wappen von Biebelsheim, Deutschland
Wappen von Bolanden, Deutschland
Wappen von Brignoles, Frankreich
Wappen von Digoin, Frankreich
Wappen von Esslingen am Neckar, Deutschland
Wappen von Flörsheim am Main, Deutschland
Wappen von Freinsheim, Deutschland
Wappen von Gommerville, Frankreich
Wappen von Guilherand-Granges, Frankreich
Wappen von Heinrichsthal, Deutschland
Wappen von Hangen-Weisheim, Deutschland
Wappen von Jever, Deutschland
Wappen von Karlsruhe, Deutschland
Wappen von Kiesen BE, Schweiz
Wappen von Kristianstad, Schweden
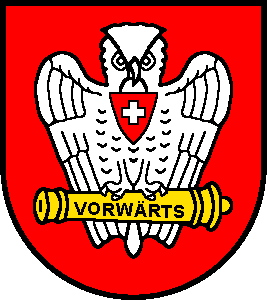
Wappen von Langendorf SO, Schweiz
Wappen von Laren (Noord-Holland)
Wappen von Lüttich, Belgien
Wappen von Lugano, Schweiz
Wappen von Magstadt, Deutschland
Wappen von Mallemort, Frankreich
Wappen von Marklkofen[1], Deutschland
Wappen von Marsberg, Deutschland
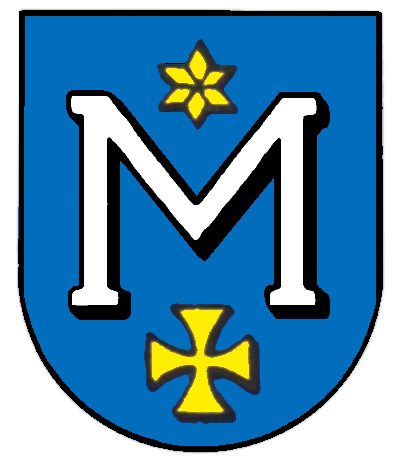
Wappen von Mörtelstein, Deutschland
Wappen von Mückenloch, Deutschland
Wappen von Nîmes, Frankreich
Wappen von Olfen, Deutschland
Wappen von Pastrana (Guadalajara), Spanien
Wappen von Pöttmes Deutschland
45. Breitengrad im Wappen von Pont-de-l’Isère, Frankreich
Akronym SPQR im Wappen von Rom, Italien
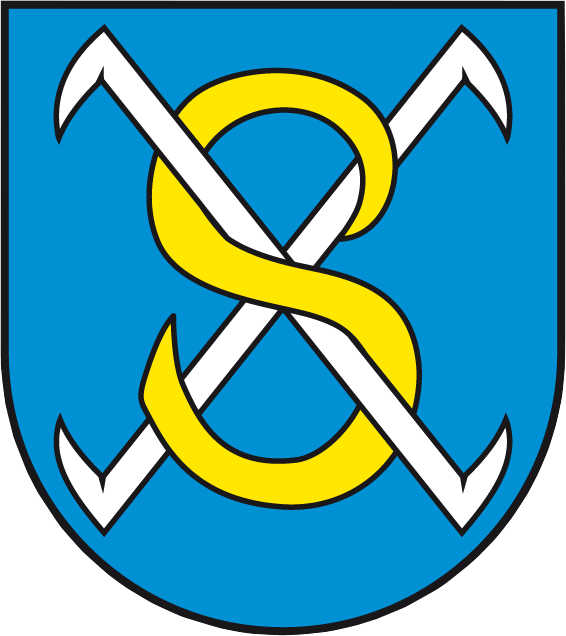
Wappen von Sangerhausen, Deutschland
Wappen von Schützen am Gebirge, Österreich
Wappen von Scey-sur-Saône-et-Saint-Albin, Frankreich
Wappen von Traun, Österreich (Antoniuskreuz)
Wappen von Uhlbach bis 1931, Deutschland
Wappen von Vevey, Schweiz
Akronym SPQR im Wappen von Weil der Stadt, Deutschland
Wappen von Weiler an der Zaber, Deutschland
Wappen von Wonsees, Deutschland
Wappen von Windesheim, Deutschland
Wappen von Wunsiedel, Deutschland
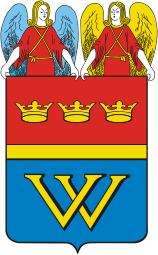
Wappen von Wyborg, Russland
Wappen von Frankfurt-Zeilsheim, Deutschland